# Mikołaj Mleczko
Mikołaj Mleczko herbu Doliwa (zm. ok. 1645 roku) –  marszałek Trybunału Głównego Wielkiego Księstwa Litewskiego w 1638 roku, podkomorzy orszański w 1627 roku, podwojewodzi wileński w latach 1625–1628, chorąży orszański w 1611 roku.
Poseł na sejm 1631 roku. 